# Karina (cantante surcoreana)
Yoo Ji-min (en hangul, 유지민; en hanja, 劉知珉; romanización revisada, Yu Ji-min; McCune-Reischauer, Yu Chimin; Suwon, Provincia de Gyeonggi, 11 de abril de 2000), más conocida como Karina, es una cantante y bailarina surcoreana. Se desempeña como líder del grupo femenino Aespa, formado por SM Entertainment en noviembre de 2020. También es miembro del supergrupo de SM, Got the Beat, que debutó el 3 de enero de 2022.
En 2024, Karina alcanzó su primer top diez como solista en Circle Digital Chart. Ganó su primer premio en el programa musical Show! Music Core con la canción «Up» sin haber debutado oficialmente como solista La canción se presentó por primera vez en julio durante la gira Synk: Parallel Line, y rápidamente se volvió viral con varios artistas haciendo versiones de la canción.

## Biografía y carrera

### Primeros años
Karina nació y se crio en Suwon, Provincia de Gyeonggi, Corea del Sur, en una familia compuesta por sus padres y una hermana mayor. Asistió a la Hansol High School hasta que fue descubierta por un cazatalentos de SM en las redes sociales. Luego dejó la escuela para concentrarse en el entrenamiento y más tarde obtuvo un certificado equivalente al GED.

### 2019-presente: Debut y actividades en solitario
Karina llamó por primera vez la atención de SM Entertainment a través de las redes sociales. Pasó cuatro años entrenando en la empresa antes de debutar. Durante su tiempo como aprendiz, Karina apareció en el videoclip de la canción «Want» de Taemin,  su compañero de agencia, en febrero de 2019, y posteriormente actuó junto a él en varios programas musicales. Karina también participó junto a Kai en una presentación para el showcase virtual de colaboración de SM Entertainment y Hyundai, Beyond Drive.
El 27 de octubre de 2020, SM Entertainment presentó a Karina como la segunda integrante de Aespa. Hizo su debut como líder del grupo el 17 de noviembre de 2020 con el sencillo digital «Black Mamba».
El 27 de diciembre de 2021, se anunció su incorporación al supergrupo de SM Entertainment, Got the Beat, junto a su compañera de grupo Winter y otras reconocidas artistas de la compañía como BoA, Taeyeon y Hyoyeon de Girls' Generation, así como Seulgi y Wendy de 
Red Velvet. El grupo debutó con el sencillo «Step Back» el 3 de enero de 2022.
El 22 de septiembre de 2023, durante el estreno de la serie, Karina lanzó «Sad Waltz» como parte de la banda sonora oficial de la serie surcoreana de Netflix titulada Song of the Bandits. El 30 de noviembre, se anunció que Karina participaría en el programa de Netflix, Agents of Mystery, que se emitió el 18 de junio de 2024.
El 8 de abril de 2024, se confirmó que Karina aparecería en SynchroYou de KBS 2TV, un programa de música variada, junto a Yoo Jae-suk, Lee Juck, Lee Yong-jin, Yook Sung-jae y Hoshi. Los episodios piloto se emitieron los días 10 y 18 de mayo. También se confirmó el mismo día que sería DJ especial del programa de radio Lee Seok-hoon's Brunch Cafe de MBC FM4U el 18 y 19 de abril.

## Imagen pública e influencia
SM Entertainment presentó a Karina como una integrante talentosa en danza, canto y rap desde el inicio de su debut con Aespa. La revista Paper elogió a Karina por ser una «bailarina dinámica, líder atenta y rapera sensual para su grupo».
Durante dos meses consecutivos, Karina fue la líder en la reputación de marca entre artistas e influencers del K-pop en Corea del Sur, alcanzando un índice de reputación de marca de 3 648 118, con un 64.92% de resultados favorables. Durante ocho semanas consecutivas, Karina fue la número uno en la categoría de clasificación de idols femeninas, según Star News. En la clasificación mensual «Brand Power Ranking for Individual Girl Group Members» del Korean Business Research Institute, Karina se ubicó en el primer puesto en las ediciones de junio y julio de 2021, y en el cuarto lugar en la edición de octubre del mismo año.
Gracias a su influencia, fue destacada en el Programa de Promoción Turística y explorar la histórica Fortaleza de Seúl, así como participar en la creación de cerámica en Mullae-dong.

## Vida personal
El 27 de febrero de 2024, se confirmó que ella y el actor Lee Jae-wook estaban en una relación sentimental. Sin embargo, la noticia no fue bien recibida por todos, y ambos recibieron críticas de algunos fanáticos. Ante esta situación, Karina emitió una disculpa pública, expresando su pesar por cualquier inconveniente causado. Aunque, el 2 de abril del mismo año, la pareja anunció su separación.

## Discografía

### Canciones
| Título                                                                                          | Año            | Mejor posición | Mejor posición | Mejor posición | Mejor posición | Mejor posición | Mejor posición | Mejor posición | Mejor posición | Ventas         | Álbum                            |
| Título                                                                                          | Año            | COR            | HK             | JAP            | MLY            | NZ             | SIN            | TWN            | WW             | Ventas         | Álbum                            |
| Colaboraciones                                                                                  | Colaboraciones | Colaboraciones | Colaboraciones | Colaboraciones | Colaboraciones | Colaboraciones | Colaboraciones | Colaboraciones | Colaboraciones | Colaboraciones | Colaboraciones                   |
| ----------------------------------------------------------------------------------------------- | -------------- | -------------- | -------------- | -------------- | -------------- | -------------- | -------------- | -------------- | -------------- | -------------- | -------------------------------- |
| «The Cure» (con Kangta, BoA, U-Know, Leeteuk, Taeyeon, Onew, Suho, Irene, Taeyong, Mark, y Kun) | 2022           | —              | —              | —              | —              | —              | —              | —              | —              | N/A            | 2022 Winter SM Town: SMCU Palace |
| «Hot & Cold» (온도차) (con Kai, Seulgi, y Jeno)                                                 | 2022           | —              | —              | —              | —              | —              | —              | —              | —              | N/A            | 2022 Winter SM Town: SMCU Palace |
| Bandas sonoras                                                                                  |                |                |                |                |                |                |                |                |                |                |                                  |
| «Sad Waltz»                                                                                     | 2023           | —              | —              | —              | —              | —              | —              | —              | —              | N/A            | Song of the Bandits OST          |
| Otras canciones                                                                                 |                |                |                |                |                |                |                |                |                |                |                                  |
| «Up»                                                                                            | 2024           | 2              | 9              | 50             | 12             | 17             | 11             | 3              | 27             | N/A            | Synk: Parallel Line              |
| «–» indica que el lanzamiento no fue lanzado o no se posicionó en ese territorio.               |                |                |                |                |                |                |                |                |                |                |                                  |

### Composiciones
| Canción               | Año  | Álbum               | Artista    | Letras     | Letras                                                          | Música     | Música |
| Canción               | Año  | Álbum               | Artista    | Acreditada | Con                                                             | Acreditada | Con    |
| --------------------- | ---- | ------------------- | ---------- | ---------- | --------------------------------------------------------------- | ---------- | ------ |
| «Menagerie»           | 2023 | Sin álbum           | Ella misma | Yes        | Lee Seu-ran, Harambašić, Svendsen, Stokke, Ottestad, Carl Ryden | No         | —      |
| «Regret of the times» | 2024 | Sin álbum           | Aespa      | Yes        | BewhY, no2zcat, greente, Kriz, Taiji                            | No         | —      |
| «Up»                  | 2024 | Synk: Parallel Line | Ella misma | Yes        | —                                                               | No         | —      |

Notas1. 
2. 
3. 
4. 

## Filmografía

### Series de televisión
| Título       | Año  | Cadena | Papel | Nota(s)         |
| ------------ | ---- | ------ | ----- | --------------- |
| My Arti Film | 2024 | Mnet   |       | Papel principal |

### Programas de televisión
| Título                   | Año  | Cadena  | Nota(s)               |
| ------------------------ | ---- | ------- | --------------------- |
| Travel Diary Soul: Seoul | 2021 | History | Presentadora          |
| Show! Music Core         | 2023 | MBC     | Presentadora especial |
| Synchro U                | 2024 | KBS 2TV | Presentadora          |

### Programa web
| Título               | Año  | Cadena  | Nota(s)            |
| -------------------- | ---- | ------- | ------------------ |
| Agentes del misterio | 2024 | Netflix | Miembro del elenco |

## Premios y nominaciones
| Año             | Premio                                               | Categoría                                | Trabajo nominado | Resultado       |                 |
| Reconocimientos | Reconocimientos                                      | Reconocimientos                          | Reconocimientos  | Reconocimientos | Reconocimientos |
| --------------- | ---------------------------------------------------- | ---------------------------------------- | ---------------- | --------------- | --------------- |
| 2021            | TC Candler: The 32th Annual Independent Critics List | World's 100 Most Beautiful Faces of 2021 | Ella misma       | Nominada        |                 |
| 2022            | TC Candler: The 33th Annual Independent Critics List | World's 100 Most Beautiful Faces of 2022 | Ella misma       | Nominada        |                 |